# 水川麻美
水川麻美（日语：／ Mizukawa Asami */?，1983年7月24日—），日本女演員。本名未公開。出生於大阪府茨木市。隸屬於sucre。丈夫是演員窪田正孝。畢業於堀越高等學校，在1996年13歲時踏入藝能界。

## 經歷
小學5年級時，看了連續劇《無家可歸的小孩》裡的安達祐實，萌生了想要在電視上演戲的想法。13歲的時候通過母親的熟人介紹進入演藝事務所。1996年，憑藉旭化成《Heber House》的CM出道。之後一邊大阪通勤，一邊接受各種各樣的試鏡，但失敗仍在持續。然而15歲的時候，通過了電影《金田一少年之事件簿：上海魚人傳說》的試鏡，實現了女演員出道。高中入學的同時進京。2001年，被選為第三屆Tokyo Walker小姐；翌年2002年，决定出演電影《暗水幽靈》。
2003年，首次主演電影《涉谷怪談》。2008年，在《夢象成真》中首次主演連續劇。2011年，在大河劇《江～公主們的戰國～》中飾演主人公的二姐初。2013年，除了在《合宿的戀人》中首次主演黃金時間的連續劇外，舞台劇《激動-GEKIDO-》是進入30歲後的第一份工作，時隔10年第二次出演舞台劇，達成舞台劇的初次主演。
2016年，從之前所屬A.L.C.Atlantis獨立，設立個人事務所「sucre」並移籍。

## 人物
水川麻美為藝名，本名未公開。生於大阪府茨木市。大阪府茨木市立葦塘小學、茨木市立平田中學畢業，在堀越高等學校有很好的成績。
由于外貌的关系，被不少人称为「冷美人」；但另一方面，性格直爽，愛笑。從喜劇到嚴肅的角色都能驾驭，「明明長著模特兒般漂亮的臉，卻能做出喜歡壞男人的醜角和鬼臉，是現在年輕女演員中珍貴的存在，看著就很開心。」佩里荻野這樣評估道。
私底下，她與女演員濱丘麻矢、榮倉奈奈、長澤雅美、戶田惠梨香、堂本剛等交情很深，特別是在大河劇中共演的宮澤理惠，作為女演員也受到了很大的影響。
水川本人及全家都是阪神虎的粉絲。2007年在大阪巨蛋替阪神虎的開幕戰中開球。
私生活方面，與在2017年7月播出的《我們做了》中共演為契機而交往的男演員窪田正孝，約2年的交往時間。2019年9月22日，與男演員窪田正孝經雙方所屬事務所聯名正式發表於21日正式註冊結婚。結婚儀式未定。

## 出演作品

### 電視劇
| 日期                           | 劇名                                                                          | 飾演                                    | 電視台                 | 備註                                                                     |
| ------------------------------ | ----------------------------------------------------------------------------- | --------------------------------------- | ---------------------- | ------------------------------------------------------------------------ |
| 1998年4月16日 - 23日           | 少年懸掛「視覺系樂隊殺人事件!                                                 |                                         | 朝日電視台             |                                                                          |
| 1998年10月17日 - 12月12日      | PA私家女演員                                                                  | 響野鈴香                                | 日本電視台             |                                                                          |
| 1999年1月15日                  | 白線流SP——20歲的風                                                            |                                         | 富士電視台             |                                                                          |
| 1999年3月29日                  | 美少女H最終回                                                                 |                                         | 富士電視台             |                                                                          |
| 1999年4月12日 - 6月21日        | 危險放課後                                                                    | 石井風伽                                | 朝日電視台             |                                                                          |
| 1999年7月6日 - 9月21日         | 小市民狂想曲                                                                  | 山本妙子                                | 富士電視台             |                                                                          |
| 1999年10月2日                  | NHK電視劇館「彷如疾風」                                                       |                                         | NHK                    |                                                                          |
| 2000年2月14日                  | 賭事女王 情人節特輯                                                           |                                         | 富士電視台             |                                                                          |
| 2000年7月3日                   | 東京爆彈                                                                      |                                         | WOWOW                  |                                                                          |
| 2000年7月4日 - 9月19日         | 執法先鋒--花村大介                                                            | 黑田繪里                                | 關西電視台             |                                                                          |
| 2001年10月9日 - 12月18日       | 鮮師比酷                                                                      | 篠田繪理                                | 富士電視台             | 第1話 (10月9日) 第5-7話 (11月6日-11月20日) 第9、10話 (12月11日-12月18日) |
| 2002年1月9日 - 3月20日         | Long love letter～漂流教室～                                                  | 一之瀨薰                                | 富士電視台             |                                                                          |
| 2002年6月28日                  | 茂七事件簿・新詭怪傳說                                                        |                                         | NHK                    |                                                                          |
| 2002年4月7日 - 9月29日         | 愛之歌                                                                        | 澤村步                                  | BS-i                   | 第17話-第20話 (7月28日-8月18日) 第23話 (9月8日) 第26話 (9月29日)         |
| 2002年10月4日                  | 負け組キックオフ                                                              |                                         | 朝日電視台             |                                                                          |
| 2002年11月2日                  | 詩人 中村汀女〜今日的風、今日的花〜 (俳人 中村汀女〜今日の風、今日の花〜)     |                                         | 熊本電視台             |                                                                          |
| 2003年1月13日                  | 二十歲 ～出生於1982年～                                                       | 菊池優子                                | 富士電視台             |                                                                          |
| 2003年2月11日                  | 笑容治療法                                                                    | 白井香織                                | 富士電視台             | SP P&G潘婷電視劇特別篇                                                   |
| 2003年10月9日 - 12月18日       | 老人之家                                                                      | 杉紀子                                  | TBS                    |                                                                          |
| 2004年2月11日                  | 月在冬天的天空閃耀                                                            | 柴田祐子                                | 富士電視台             | SP 友情演出                                                              |
| 2004年10月5日 - 12月21日       | 大婆婆小倆口                                                                  | 永野圭                                  | 關西電視台             |                                                                          |
| 2004年10月11日 - 2005年3月7日  | 恐怖幽靈郵件「靈魂的分歧点」                                                  |                                         | 富士電視台             | 真實的恐怖故事 主演 第19話 (11月22日)                                    |
| 2004年12月26日                 | 宿命                                                                          | 瓜生園子                                | WOWOW                  | SP                                                                       |
| 2005年3月26日                  | 目の鱗、ぽろり                                                                | 釘宮希帆                                | 日本電視台             |                                                                          |
| 2005年6月17日                  | 週五娛樂「處罰代理人 鏡俊介的痛快事件簿」 「仕置き代理人 鏡俊介の痛快事件簿」 | 劍持小百合                              | 富士電視台             |                                                                          |
| 2005年7月27日 - 8月24日        | Division 1 stage 15「御台場冒險王SP 男友宣誓!!」                              | 藤澤玲                                  | 富士電視台             | SP                                                                       |
| 2005年9月14日                  | 周三懸疑9 伊凡·亨特～殺意～ (エド・マクベイン～殺意～）                       |                                         | 東京電視台             | SP                                                                       |
| 2005年9月13日 - 10月25日       | 劇團演技者「家很遠。」                                                        | 富山の姉                                | 富士電視台             | 第13回公演                                                               |
| 2005年10月3日 - 2006年4月1日   | NHK連續電視小說「風中的小遙」                                                 | 木内奈奈枝                              | NHK大阪                | 第48 - 150話                                                             |
| 2006年4月13日 - 6月29日        | 醫龍                                                                          | 里原美紀                                | 富士電視台             |                                                                          |
| 2006年10月2日                  | 名偵探柯南10週年特別篇「致工藤新一的挑戰書～離別前的序章～」                  | 西田麻衣                                | 讀賣電視台             | SP 第1作                                                                 |
| 2006年10月16日 - 12月25日      | 交響情人夢                                                                    | 三木清良                                | 富士電視台             |                                                                          |
| 2007年1月7日 - 12月16日        | 必殺仕事人2007                                                                | 玉櫛                                    | 朝日放送               |                                                                          |
| 2007年3月4日 - 12月16日        | NHK大河劇「風林火山」                                                         | 久                                      | NHK                    | 第9話 - 最終話                                                           |
| 2007年9月1日                   | 裸之大將 長野篇～流浪的蟲開始出動～                                           | 米山ヨメ子                              | 富士電視台             | 塚地武雅版 第1作                                                         |
| 2007年10月11日 - 12月20日      | 醫龍2                                                                         | 里原美紀                                | 富士電視台             |                                                                          |
| 2007年10月20日                 | 九霄驚魂                                                                      | 柳本惠（大人時期）                      | 朝日電視台             |                                                                          |
| 2007年10月25日 - 12月13日      | 美味的米飯                                                                    | 春日井楓                                | 朝日電視台             |                                                                          |
| 2007年11月30日                 | 為愛痴狂 第三回「想要殺掉的女人」                                             | 西史乃（西川史子）                      | 日本電視台             | SP                                                                       |
| 2008年1月4・5日                | 交響情人夢 新年特別篇 IN 歐洲                                                 | 三木清良                                | 富士電視台             | SP                                                                       |
| 2008年4月10日 - 6月19日        | Last Friends                                                                  | 瀧川繪理                                | 富士電視台             |                                                                          |
| 2008年5月24日                  | 裸之大將～由於宮崎的鬼在笑～                                                  | 米山ヨメ子                              | 富士電視台             | 塚地武雅版 第2作                                                         |
| 2008年8月2日 - 9月27日         | 33分偵探                                                                      | 武藤理加子                              | 富士電視台             |                                                                          |
| 2008年10月2日 - 12月25日       | 夢象成真女人的幸福篇                                                          | 星野明日香                              | 日本電視台、讀賣電視台 |                                                                          |
| 2008年10月18日                 | 裸之大將～山梨篇                                                              | 米山ヨメ子                              | 富士電視台             | 塚地武雅版 第3作                                                         |
| 2009年1月4日                   | 必殺仕事人2009必殺仕事人30周年 開局50周年記念電視劇                           | 玉櫛                                    | 朝日電視台             | SP                                                                       |
| 2009年1月9日 - 6月26日         | 必殺仕事人2009                                                                | 玉櫛                                    | 朝日電視台             |                                                                          |
| 2009年3月21日                  | 歸來了嗎？33分鐘偵探                                                          | 武藤理加子                              | 富士電視台             | SP                                                                       |
| 2009年3月28日 - 4月18日        | 被迫歸來的33分偵探                                                            | 武藤理加子                              | 富士電視台             |                                                                          |
| 2009年4月11日 - 5月16日        | 天生妙手                                                                      | 四宮梢                                  | TBS                    |                                                                          |
| 2009年7月24日 - 9月25日        | 雙頭魔犬                                                                      | 長谷部渚                                | TBS                    |                                                                          |
| 2010年2月24日                  | BUNGO -日本文學劇場-                                                          |                                         | TBS                    |                                                                          |
| 2010年3月1日                   | 琳瑯女人二度遊戲                                                              | 真理                                    | BeeTV                  | 第二章 信用破產之女                                                      |
| 2010年4月18日 - 5月30日        | 潘朵拉II 飢餓列島                                                             | 瀧口詩織                                | WOWOW                  |                                                                          |
| 2011年7月4日                   | いぬのおまわりさん                                                            | 石原真由美                              | TBS                    | SP                                                                       |
| 2011年1月9日 - 11月27日        | 江～公主們的戰國～                                                            | 初                                      | NHK                    |                                                                          |
| 2011年4月15日 - 6月10日        | 養狗這回事                                                                    | 本郷幸子                                | 朝日電視台             |                                                                          |
| 2011年9月21日                  | 愛與寬容的日子                                                                | 須磨加奈                                | 日本電視台             | SP                                                                       |
| 2011年11月26日                 | 世界奇妙物語 2011年秋之特別編                                                 | 安田千秋                                | 富士電視台             | SP BABY Talk A型藥片                                                     |
| 2012年4月10日 - 6月19日        | 實習醫37歲                                                                    | 澤村瑞希                                | 關西電視台             |                                                                          |
| 2012年4月29日 - 6月3日         | 罪與罰 A Falsified Romance                                                    | 飴屋(園山)英知香                        | WOWOW                  |                                                                          |
| 2012年10月12日 - 11月30日      | 猿飛三世                                                                      | 阿市                                    | NHK BS Premium         |                                                                          |
| 2013年1月16日 - 3月13日        | 合租屋的戀人                                                                  | 津山汐                                  | 日本電視台             |                                                                          |
| 2013年2月17日                  | RETURN                                                                        | 伽羅                                    | UULA                   |                                                                          |
| 2014年1月9日 - 3月20日         | 醫龍4                                                                         | 里原美紀                                | 富士電視台             |                                                                          |
| 2014年1月13日 - 3月24日        | 失戀巧克力師                                                                  | 井上薰子                                | 富士電視台             |                                                                          |
| 2014年7月15日 - 9月9日         | 東京猩紅                                                                      | 鳴瀧杏                                  | TBS                    |                                                                          |
| 2014年7月19日 - 10月11日       | 影子寫手                                                                      | 川原由樹                                | 富士電視台             |                                                                          |
| 2015年6月23日                  | 說不定的女優們                                                                | 水川麻美                                | 富士電視台             | SP                                                                       |
| 2016年1月15日 - 3月18日        | 別讓我走                                                                      | 酒井美和                                | TBS                    |                                                                          |
| 2016年3月12日                  | 買地方報的女人                                                                |                                         | 朝日電視台             | SP                                                                       |
| 2016年12月16日 - 2017年2月24日 | 東京女子圖鑑                                                                  | 齋藤綾                                  | 亚马逊Prime            |                                                                          |
| 2017年4月13日 - 6月15日        | 外貌協會100%                                                                  | 前田滿子                                | 富士電視台             |                                                                          |
| 2017年7月18日 - 9月19日        | 我們做了                                                                      | 立花菜摘                                | 富士電視台             |                                                                          |
| 2018年1月7日 - 12月16日        | NHK大河劇「西鄉殿」                                                           | 阿龍                                    | NHK総合                |                                                                          |
| 2018年2月4日 - 2月25日         | 我家的問題                                                                    | 高木美奈子 井上めぐみ 岸本沙代 田中昌美 | NHK BS Premium         |                                                                          |
| 2018年6月16日 - 7月14日        | 雙重幻想                                                                      | 高遠奈津                                | WOWOW                  |                                                                          |
| 2018年7月20日 - 9月21日        | 透明的搖籃                                                                    | 望月紗也子                              | NHK                    |                                                                          |
| 2019年1月10日 - 3月14日        | Queen醜聞專門律師                                                             | 與田知惠                                | 富士電視台             |                                                                          |
| 2019年4月10日 - 6月19日        | 白衣戰士!                                                                     | 三原夏美                                | 日本電視台             |                                                                          |
| 2020年2月26日                  | 就活屋                                                                        | 流川美野里                              | NHK BS Premium         | SP                                                                       |
| 2020年4月18日 - 5月23日        | 住住2                                                                         | 水川麻美                                | Hulu                   |                                                                          |
| 2020年6月27日 - 7月5日         | love⇄distance                                                                 | 瀧口美和                                | Paravi                 |                                                                          |
| 2021年1月30日 - 3月20日        | 尼羅尖吻鱸女子會                                                              | 志村榮利子                              | BS東視                 |                                                                          |
| 2021年4月25日 - 6月27日        | 住住3                                                                         | 水川麻美                                | Hulu                   |                                                                          |
| 2023年                         | NHK連續電視小說「布基烏基」                                                   |                                         | NHK                    |                                                                          |
| 2023年1月8日 - 3月12日         | 重啟人生                                                                      | 宇野真理                                | 日本電視台             |                                                                          |
| 2024年6月28日 - 9月6日         | 微笑俄羅斯娃娃                                                                | 道上香苗                                | TBS                    |                                                                          |
| 2025年8月2日 - 8月31日         | 零日攻擊                                                                      |                                         | 公視、LINE TV          |                                                                          |

### 單集出演
| 日期                           | 劇名                               | 飾演           | 電視台             | 備註                                              |
| ------------------------------ | ---------------------------------- | -------------- | ------------------ | ------------------------------------------------- |
| 1997年1月6日 - 3月10日         | 名探偵保健室阿姨                   |                | 朝日電視台         | 第9話 (3月3日)                                    |
| 1997年1月7日 - 3月18日         | 跳躍大搜查線                       | 女學生         | 富士電視台         | 第3話 (1月21日)                                   |
| 1998年4月13日 - 9月21日        | 美少女H                            |                | 富士電視台         | 第12話 (7月6日) 第21話 (9月14日)                  |
| 1998年10月12日 - 1999年3月22日 | 美少女H2                           |                | 富士電視台         | 第7話 (11月23日) 第9話 (12月7日) 第19話 (3月15日) |
| 1998年10月14日 - 12月16日      | 小報急先鋒                         | 葛城ミカ       | 富士電視台         | 第1話 (10月14日)                                  |
| 1999年4月12日 - 9月27日        | 美少女H3〜少女們的異常體驗〜       |                | 富士電視台         | 第5話 (8月) 第6話 (9月)                           |
| 2000年4月20日 - 6月20日        | 分別的二人的事件簿                 |                | 朝日電視台         | 第2話 (4月27日)                                   |
| 2001年1月11日- 3月22日         | 正義代書戰士                       | 恒子           | 富士電視台         | 第4話 (2月1日)                                    |
| 2001年4月12日 - 6月28日        | 惡女17歲                           | 宮内惠子       | 朝日電視台         | 第3話 (4月26日) 第4話 (5月3日)                    |
| 2001年4月21日 - 6月30日        | 老闆靠邊站                         | 橋本久美子     | 日本電視台         | 第9話 (6月16日)                                   |
| 2002年8月3日 - 12月3日         | 怪談百物語「狼男」                 | 阿袖           | 富士電視台         | 第6話 (10月29日)                                  |
| 2002年10月8日 - 12月17日       | 特警2人組                          |                | 富士電視台         | 第11話 (12月17日)                                 |
| 2003年1月9日 - 3月20日         | 美女或野獸                         | 舞子(播音員)   | 富士電視台         | 第6話 (2月13日)                                   |
| 2003年4月9日 - 6月25日         | 鑽石尤物                           | 小森治美       | 富士電視台         | 第8話 (5月28日)                                   |
| 2003年6月3日 - 2003年9月2日    | 大奥                               | 阿苑           | 富士電視台         | 第5話 (4月1日) 第6話 (4月8日)                     |
| 2003年7月4日 - 9月12日         | Stand UP!!                         | 倉本美由紀     | TBS                | 第6-9話 (8月8日-8月29日)                          |
| 2004年1月12日 - 3月22日        | 冰上悍將                           | 平田真理子     | 富士電視台         | 第4話 (2月2日)                                    |
| 2004年1月16日 - 3月26日        | 仙女達令                           | 新庄雪子       | TBS                | 第5話 (2月13日)                                   |
| 2005年4月20日 - 6月22日        | 熟女真命苦                         | チカ           | 日本電視台         | 第10話 (6月22日)                                  |
| 2007年7月6日 - 9月14日         | 貧窮貴公子                         | 小谷カンヌ     | TBS                | 第6話 (8月10日)                                   |
| 2008年1月10日 - 2009年2月28日  | 談判尤物(交渉人〜THE NEGOTIATOR〜) | 宮原由希子     | 朝日電視台         | 第3話 (1月24日) 第4話 (1月31)日                   |
| 2009年2月23日 - 26日           | 四大血型女結婚秘訣                 | 春川幸惠(AB型) | 富士電視台         | 第四夜 (2月26日)                                  |
| 2013年7月15日 - 9月23日        | 天魔先生來了                       | 山本           | TBS                | 第10話 (9月23日)                                  |
| 2017年7月8日 - 9月24日         | 富士居酒屋                         | 水川麻美       | 東京電視台         | 第2話 (7月16日) 第3話 (7月23日)                   |
| 2017年10月23日 - 12月25日      | 大眾之敵                           | 山下圭子       | 富士電視台         | 第2話 (10月30日)                                  |
| 2018年4月27日 - 6月15日        | 神探夏洛克小姐                     | 水野亞紀子     | Hulu               | 第1話 (4月27日)                                   |
| 2018年9月29日                  | touris                             | 野上五月       | TBS                | 第1話 曼谷篇 (9月29日)                            |
| 2021年6月24日                  | AV帝王 第2季                       | 電視記者       | Netflix            | 第1話                                             |
| 2022年10月21日                 | 東京摩登情愛                       | 高田真莉       | Amazon Prime Video | 第1話                                             |

### 電影
| 上映           | 劇名                                                                | 飾演               | 發行                         | 備註                                                                                   |
| -------------- | ------------------------------------------------------------------- | ------------------ | ---------------------------- | -------------------------------------------------------------------------------------- |
| 1997年8月9     | 金田一少年之事件簿「上海魚人傳說」                                  | 楊蕾麗(成年)       | 日本電視台・東寶             |                                                                                        |
| 1997年12月13日 | 純愛手札                                                            | 溺水少年的朋友     | 富士電視台・東映             |                                                                                        |
| 2001年4月28日  | 跑啊！一朗                                                          | 島田亞梨紗         | 東映                         |                                                                                        |
| 2001年10月20日 | 大暴走（GO）                                                        | 穿朝鮮服的少女紗   | 東映                         |                                                                                        |
| 2002年         | 角川恐怖影院「忌日」 角川ホラービデオ館～絶叫屋敷へようこそ「命日」 | 由紀子             |                              |                                                                                        |
| 2002年1月19日  | 鬼水怪談                                                            | 松原(濱田)郁子(16) | 東寶                         |                                                                                        |
| 2002年11月9日  | Last Scene                                                          | 絕症少女           | オズ                         |                                                                                        |
| 2003年12月6日  | 活體實驗(サル)                                                      |                    | アルゴピクチャーズ           |                                                                                        |
| 2004年2月7日   | 澀谷怪談                                                            | 八島惠香           | Pioneer LDC                  |                                                                                        |
| 2004年2月7日   | 澀谷怪談2                                                           | 八島惠香           | Pioneer LDC                  |                                                                                        |
| 2004年3月1日   | 閃亮日子：生活雖苦所以快樂                                          | 鴨川彌生           | J Storm                      |                                                                                        |
| 2004年7月10日  | 69 sixty nine                                                       | 長山三重           | 東映                         |                                                                                        |
| 2004年10月9日  | is A                                                                | うさぎ             | オールインエンタテインメント |                                                                                        |
| 2005年9月17日  | 深紅                                                                | 都築未步           | 東映                         |                                                                                        |
| 2005年9月23日  | 毆者                                                                | 月音(遊女)         | ワイズポリシー               |                                                                                        |
| 2005年10月15日 | 絕對恐怖                                                            | 真希               |                              |                                                                                        |
| 2005年         | 因你的雨雲使我不變爛泥／在操場中心呼呼愛情（スクールデイズ）        |                    | DSP                          |                                                                                        |
| 2005年10月22日 | 還差得遠的危險刑警                                                  | 結城梨沙           | 日本電視台・東映             |                                                                                        |
| 2006年5月13日  | 明日的記憶                                                          | 生野啟子           | 東映                         |                                                                                        |
| 2007年7月14日  | 西遊記                                                              | 凛凛               | 東寶                         |                                                                                        |
| 2008年7月5日   | 變色龍                                                              | 小池佳子           | 東映                         |                                                                                        |
| 2009年12月19日 | 電影版交響情人夢 最终樂章 前篇                                      | 三木清良           | 東寶                         |                                                                                        |
| 2010年1月9日   | 彼岸島                                                              | 青山冷             | 華納兄弟                     |                                                                                        |
| 2010年1月16日  | 愛妻家                                                              | 吉澤蘭子           | 東映                         |                                                                                        |
| 2010年1月23日  | I am.                                                               | 江成美希           | 日本スカイウェイ             |                                                                                        |
| 2010年4月17日  | 交響情人夢 最終樂章 後編                                            | 三木清良           | 東寶                         |                                                                                        |
| 2011年5月14日  | 大木家的快樂旅行 新婚地獄篇                                         | 大木咲             | ギャガ                       |                                                                                        |
| 2013年8月24日  | RETURN Hard Version                                                 | 伽羅               | アークエンタテインメント     |                                                                                        |
| 2014年1月18日  | Bilocation                                                          | 高村忍 / 桐村忍    | KADOKAWA                     |                                                                                        |
| 2014年8月1日   | 閃亮日子：生活雖苦或許快樂                                          | 鴨川彌生           | J Storm                      |                                                                                        |
| 2014年10月4日  | 陽坐落之處                                                          | 高間響子           | ファントム・フィルム         |                                                                                        |
| 2014年10月11日 | 近距離戀愛                                                          | 瀧澤美麗           | 東寶                         |                                                                                        |
| 2014年11月8日  | 福氣大丈夫                                                          | 杉浦千穗           | テレビマンユニオン           |                                                                                        |
| 2016年8月27日  | 後妻業                                                              | 三好繭美           | 東寶                         |                                                                                        |
| 2017年         | 一茶                                                                |                    | 角川映畫                     |                                                                                        |
| 2018年1月13日  | 工具人的憂鬱(ホペイロの憂鬱)]                                       | 鬼塚撫子           | トラヴィス                   |                                                                                        |
| 2020年2月14日  | 再見：從謊言開始的人生喜劇                                          | 大櫛加代           | キノフィルムズ               |                                                                                        |
| 2020年9月11日  | 喜劇 愛妻物語                                                       | 柳田千佳           | Bandai Namco Arts            | 2020年 第94回旬報十佳 女主角獎 第75回每日電影大賞 最佳女主角 第45回報知映畫賞 最佳女主 |
| 2020年9月25日  | 午夜天鵝                                                            | 櫻田早織           | Kino Film                    |                                                                                        |
| 2020年11月20日 | 滑走路                                                              | 翠(藝術家)         | 角川映畫                     |                                                                                        |
| 2021年2月26日  | 半徑1米的你 ～向上走～ 半径1メートルの君～上を向いて歩こう～        |                    |                              |                                                                                        |
| 2023年9月29日  | 沉默的艦隊                                                          | 速水貴子           | 東寶                         |                                                                                        |

## 外部連結
- 水川麻美的Instagram帳戶（日語）
- 水川麻美 官方網站 （日語）
- 水川あさみ - official website -（日語）(已停用)